# Ішар-рамашу
Ішар-рамашу (1-а пол. XX століття до н. е.) — енсі міста-держави Ешнунна.

## Життєпис
Син енсі Білалами. Панував 7 років. Продовжив політику попередника, зберігаючи вірність царям Ісіна. Головну увагу приділяв розюудові столиці, здійсненню різних господарських заходів. Відомо про прориття каналу Суїл-Тішпак, що повинен був запезпечити столицю більшою кількістю води, що свідчить про швидкий розвиток забудови Ешнунни.
В передостанній рік панування було зведено храм бога Ішкура. Наступного року зазнав поразки й був повалений Ануммуттаббілем, царем Дера, який поставив намісником Ешнунни Уцуравассу.